# Ectatomminae
Ectatomminae Emery, 1895 è una sottofamiglia di insetti imenotteri della famiglia Formicidae.

## Tassonomia
La sottofamiglia Ectatomminae comprende 7 generi di cui 3 fossili:
- † Canapone Dlussky, 1999
- Ectatomma Smith, 1858
- † Electroponera Wheeler, 1915
- Gnamptogenys Roger, 1863
- † Pseudectatomma Dlussky & Wedmann, 2012
- Rhytidoponera Mayr, 1862
- Typhlomyrmex Mayr, 1862